# Матчи сборной Российской империи по футболу 1911

Афиша к матчу (в итоге матч был перенесён на 1 день)

В 1911 году в России была предпринята первая попытка создания футбольной команды из представителей нескольких городов. Поводом к этому стал приезд олимпийских чемпионов того времени — сборной Англии (в России она выступала под названием «English Wanderers»). До этого дня сборные Москвы и Петербурга имели опыт международных встреч, но он был крайне незначительным, и ещё ни разу сборная другой страны у нас не выступала. И вдруг, по приглашению англичан, проживающих в Санкт-Петербурге, приезжают сами родоначальники футбола. Газеты писали о первом из этих матчей:

Ещё задолго до начала игры стала собираться публика, и к пяти часам дня все трибуны были переполнены. В публике оживлённый разговор о предстоящей игре. Никто не говорит о возможности выигрыша матча русскими, а только о том, при каких результатах будет побита Россия.

Однозначно сказать, сколько было сыграно игр, сейчас проблематично, но на этот счёт есть два мнения. Первое — матчи, состоявшиеся 20, 21 и 22 августа 1911 года в Петербурге, закончились разгромными поражениями русских — 0:14, 0:7 и 0:11 соответственно. Второе — 22 августа 1911 года Сборная России провела свой первый международный матч, носивший ранг товарищеского со сборной Англии. В реестры Российского футбольного союза и Международной федерации футбола — список официальных матчей сборной России — этот матч не вошёл, так как под названием «English Wanderers» («Английские странники») в России выступала любительская сборная Англии.
Товарищеский матч
| 22 августа, 1911 | \| Российская империя \| 0 : 11 (0 : 3) \| Англия \| \| \| Голы \| Берри 22',0:2,0:3,0:10 Чапмен 0:4,0:5,0:11 Оуэн 0:6 Хили 0:7 Хоор 0:8 Рэн 0:9 \| | Стадион: Поле футбольного клуба «Невский», Санкт-Петербург Зрителей: 4 500 Судья: Георгий Дюперрон |
| Россия: Пётр Нагорский, Михаил Ромм (к), Пётр Соколов, Никита Хромов, Александр Штиглиц, Алексей Уверский, Сергей Филиппов, Евгений Лапшин, Григорий Никитин, Пётр Сорокин, Иван Егоров. Англия: Бребнер, Бардсли, Мартин, Хили, Тайсон, Д. Олли, Рэн, Берри, Чапмен, Хоор, Оуэн. | | |
| Российская империя | 0 : 11 (0 : 3) | Англия                                                                                             |
| | Голы | Берри 22',0:2,0:3,0:10 Чапмен 0:4,0:5,0:11 Оуэн 0:6 Хили 0:7 Хоор 0:8 Рэн 0:9                      |